# Scottsboro Boys

Os meninos de Scottsboro com Samuel Leibowitz em 1932.

Os Scottsboro Boys foi o nome dado a um grupo de nove adolescentes negros acusados injustamente de estupro no estado do Alabama em 1931.
Em 25 de março de 1931, várias pessoas viajavam em um trem de carga entre Chattanooga e Memphis, Tennessee. Um grupo de rapazes brancos desceu do trem e relatou ao xerife da região que haviam sido atacados por um grupo de jovens negros. O xerife parou o trem e o revistou, prendendo os jovens negros e encontrando duas mulheres brancas, que acusavam o grupo de estupro. O caso foi ouvido pela primeira vez em Scottsboro, Alabama, em três julgamentos apressados, nos quais os réus receberam uma defesa insatisfatória. Todos os envolvidos, exceto um adolescente de doze anos de idade, Roy Wright, foram condenados por estupro e sentenciados à morte, o que era comum no Alabama para homens negros condenados por estuprar mulheres brancas. Todavia, com a ajuda do Partido Comunista dos Estados Unidos da América, houve recurso das decisões. A Suprema Corte do Estado do Alabama confirmou sete das oito condenações, e concedeu a Eugene Williams, com treze anos de idade, um novo julgamento. O então Presidente da Corte, John C. Anderson, discordou da decisão, afirmando que os réus foram privados de um júri imparcial, de um julgamento justo, de uma sentença justa e de defesa efetiva.
O caso acabou por ser devolvido à primeira instância, e o juiz responsável permitiu uma mudança de local, transferindo os novos julgamentos para Decatur, Alabama. James Edwin Horton foi nomeado como juiz no caso. Durante os novos julgamentos, uma das supostas vítimas admitiu ter inventado a história do estupro e afirmou que nenhum dos meninos de Scottsboro havia tocado em qualquer das mulheres brancas. O júri condenou os réus, mas o juiz anulou a decisão e concedeu um novo julgamento. Depois de uma nova série de julgamentos, o veredicto foi o mesmo: culpados. Os casos foram, enfim, julgados três vezes. Pela terceira vez, um júri, agora com um negro entre os participantes, proferiu um veredicto de condenação.
Por fim, as acusações de quatro dos nove envolvidos foram retiradas. Aos demais, as sentenças variaram entre 75 anos e a pena capital. Um deles foi baleado na prisão por um guarda. Dois deles escaparam, foram acusados de outros crimes e mandados de volta para a prisão. Clarence Norris, o réu mais velho e o único condenado à morte, escapou da liberdade condicional e viveu escondido a partir de 1946. Ele foi perdoado pelo Governador George Wallace em 1976, após ter sido encontrado pela polícia, e escreveu um livro sobre suas experiências. Foi o último dos réus sobreviventes, tendo morrido em 1989.

## Prisões e acusações
Em 25 de março de 1931, na ferrovia do sul entre Chattanooga e Memphis, Tennessee, nove negros estavam fazendo "hoboing" (termo estadunidense, que se refere a pessoas que mudam constantemente de local para encontrar trabalho temporário) em um trem junto de vários homens brancos e duas mulheres.
Uma briga começou entre os negros e os brancos perto do túnel de Lookout Mountain, e os rapazes brancos foram jogados para fora do trem. A locomotiva foi parada em Paint Rock, Alabama, onde uma ordem foi emitida para "capturar cada negro dentro do trem". O grupo de negros envolvidos na briga acabaram sendo presos.

Ruby Bates & Victoria Price em 1931

Os rapazes presos eram Olen Montgomery (17 anos), Clarence Norris (19 anos), Haywood Patterson (18 anos), Ozie Powell (16 anos), Willie Roberson (16 anos), Charlie Weems (16 anos), Eugene Williams (13 anos), e os irmãos Andy (19 anos) e Roy Wright (12 anos).
A acusação veio de Ruby Bates e Victoria Price, que afirmaram terem sido estupradas pelos meninos negros, sendo examinadas por um médico depois. Uma foto amplamente divulgada exibe as duas mulheres logo após as prisões, em 1931.

## Linchamento
No lado sul dos Estados Unidos, um homem negro corria o risco de linchamento simplesmente por olhar para uma mulher branca, e logo as notícias do estupro e da prisão se espalharam pelas redondezas. Em poucas horas uma multidão se reuniu na frente da cadeia de Scottsboro exigindo que os jovens fossem entregues para linchamento.

Multidão fora do tribunal em 6 de abril 1931

Segundo consta, o xerife Matt Wann teria ficado na frente da prisão e se dirigido à multidão. Ele teria dito que mataria a primeira pessoa que entrasse pela porta da cadeia. Ele então tirou seu cinto e entregou sua arma a um dos seus auxiliares. Ele atravessou entre a multidão, que se afastou para deixá-lo passar, não sendo tocado por ninguém. Em seguida atravessou a rua até o tribunal da cidade e telefonou para o governador Benjamin M. Miller, que então chamou a guarda nacional para proteger a cadeia antes de levar os réus para Gadsden, Alabama para serem indiciados e aguardarem um julgamento. Embora o estupro fosse potencialmente um crime de pena capital, os réus não foram autorizados a consultar um advogado. A maioria era analfabeta.

## Julgamentos de Scottsboro
Os prisioneiros foram levados ao tribunal por 118 guardas armados com metralhadoras. Era dia de feira em Scottsboro, e os agricultores estavam na cidade para vender produtos e comprar suprimentos. Uma multidão logo se formou na frente do tribunal. Como a Suprema Corte descreveu mais tarde esta situação, "os procedimentos...ocorreram em uma atmosfera tensa e hostil com um público inquieto".

### Advogados de defesa
O ritmo das acusações fora extremamente rápida, com um júri totalmente branco. O juiz e o procurador queriam acelerar os nove julgamentos para evitar uma onda de violência, sendo o primeiro acusado julgado em poucos dias. O juiz ordenou ao serviço público do Alabama uma assessoria jurídica para os réus, mas o único advogado que se ofereceu foi Milo Moody, de 69 anos de idade, que não havia defendido um caso em décadas. O juiz convenceu Stephen Roddy, um advogado imobiliário de Chattanooga, para ajudá-lo. Roddy admitiu que não havia tido tempo para se preparar e não estava familiarizado com a lei do Alabama, mas acabou por concordar em ajudar Moody. Ele concordou: "Eu vou em frente e farei tudo o que puder".
Em contrapartida da prática utilizada, Roddy apresentou tanto o testemunho de seus clientes como o das meninas junto. Devido a inquietação da multidão, Roddy pediu ao tribunal que o local dos julgamentos fosse mudado.
Os advogados não tiveram tempo para conduzir uma investigação e nem para pesquisar as leis e preparar o caso. Houve três julgamentos, e os réus que eram adolescentes, foram julgados como adultos.

### Julgamento de Norris e Weems
Clarence Norris e Charlie Weems foram julgados primeiro. Durante o depoimento de acusação, Victoria Price afirmou que ela e Ruby Bates testemunharam a luta, que um dos meninos negros tinha uma arma, e que todos eles estupraram-na ameaçando com uma faca. Durante o interrogatório de Roddy, Price animou seu testemunho com piadas que faziam todo o tribunal rir.

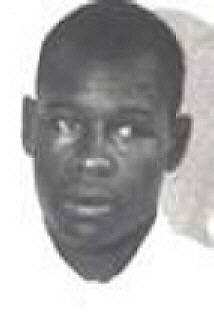
Clarence Norris

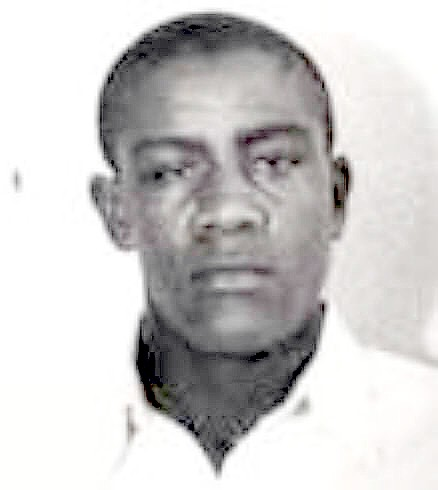
Charlie Weems

Dr. Bridges testemunhou que seu exame de Victoria Price não encontrou nenhuma laceração vaginal. A promotoria terminou com o depoimento de três homens que afirmaram que os negros lutaram com o grupo de brancos, colocando-os para fora do trem, ficando com as duas mulheres no vagão. A promotoria terminou sem ouvir nenhum dos jovens brancos como testemunha.
Durante o testemunho de defesa de Charles Weems, foi afirmado por ele que não havia participado da luta, que Patterson tinha uma arma, e que ele não havia visto as mulheres brancas até o trem ser parado em Paint Rock. Clarence Norris surpreendeu o tribunal ao acusar os outros negros envolvidos. Ele negou ter participado na luta ou até mesmo de estar no mesmo vagão onde a luta ocorreu, alegando que ele viu os outros negros estuprando as mulheres do vagão seguinte. A defesa não teve nenhuma testemunha adicional. Durante o encerramento, a acusação afirmou ao júri "se vocês não derem a sentença de morte a esses homens, a cadeira elétrica deveria ser abolida". A defesa não fez nenhum argumento final, nem mesmo contra a pena de morte. O Tribunal iniciou o caso seguinte, enquanto o júri ainda estava a deliberar o primeiro. O júri decidiu após duas horas de debate, condenando Weems e Norris a pena de morte.

### Julgamento de Patterson
O julgamento de Haywood Patterson ocorreu enquanto os casos de Norris e Weems ainda estavam sendo decididos pelo júri. Quando o júri retornou com o veredicto do primeiro julgamento, o júri do segundo julgamento foi retirado da sala do tribunal.
Quando os veredictos de culpados foram anunciados, os presentes dentro da sala do tribunal começaram a comemorar, assim como fez a multidão lá fora. Uma banda, que estava nas redondezas para tocar num show da Ford Motor Company, tocou Hail, Hail the Gang's All Here e There'll be a Hot Time in the Old Town Tonight. A celebração foi tão alta que podia ser ouvida pelo júri dentro do tribunal. O Segundo julgamento continuou.
Durante o testemunho do segundo julgamento da acusação, Victoria Price voltou a contar sua história, afirmando categoricamente que Patterson a estuprou. Ela também acusou Patterson de atirar em um dos jovens brancos. Prince também afirmou que "Eu não tive relações sexuais com qualquer outro homem branco além do meu marido. Eu quero que vocês saibam disso". Dr. Bridges repetiu o seu testemunho do primeiro julgamento. Outras testemunhas afirmaram que "os negros" haviam saído da mesma gôndola que Price e Bates, e um fazendeiro afirmou ter visto mulheres brancas [sobre o trem] com os jovens negros.
Patterson defendeu seus atos, atestando mais uma vez que ele tinha visto Price e Bates na gôndola do trem, mas não tinha nada a ver para com elas. No interrogatório ele testemunhou que tinha visto "nada além de três negros violentarem aquela garota ", mas então mudou sua história, alegando que ele ainda não tinha visto "qualquer mulher branca " até que o trem "chegou em Paint Rock".
O irmão mais novo de Wright declarou que Patterson não estava envolvido com as meninas, mas que nove rapazes negros tiveram relações sexuais com as meninas. Em interrogatório, Roy Wright declarou que Patterson "não estava envolvido com as meninas, mas que, "O seu grande, e alto companheiro negro estava com a pistola. Ele não está aqui". Ele alegou também ter estado em cima do vagão, e que Clarence Norris tinha uma faca.
Os co-réus Andy Wright, Eugene Williams, e Ozie Powell todos testemunharam que eles não viram nenhuma mulher no trem. Olen Montgomery declarou que ele estava sentado sozinho no trem e nem sabia do que estava ocorrendo. O júri rapidamente condenou Patterson e o sentenciou a morte por eletrocussão.

### Julgamentos de Powell, Roberson, Williams, Montgomery e Andy Wright
Um novo julgamento começou a poucos minutos após o caso anterior. Mais uma vez o júri teve que ser enviado para fora da sala enquanto veredicto do julgamento anterior era lido.

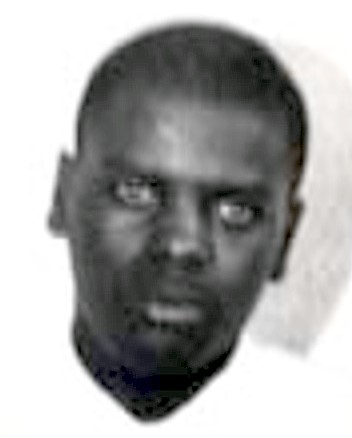
Ozie Powell
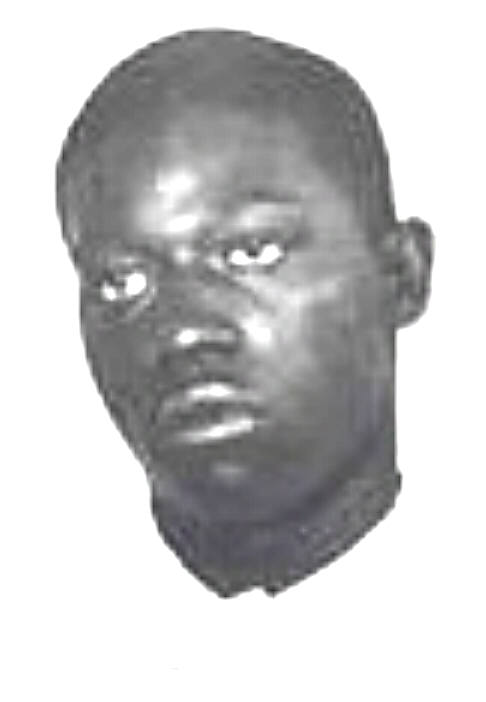
Willie Roberson
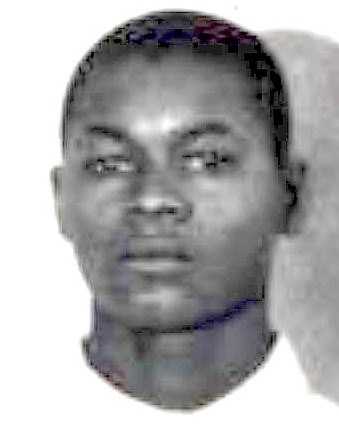
Eugene Williams
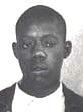
Olen Montgomery
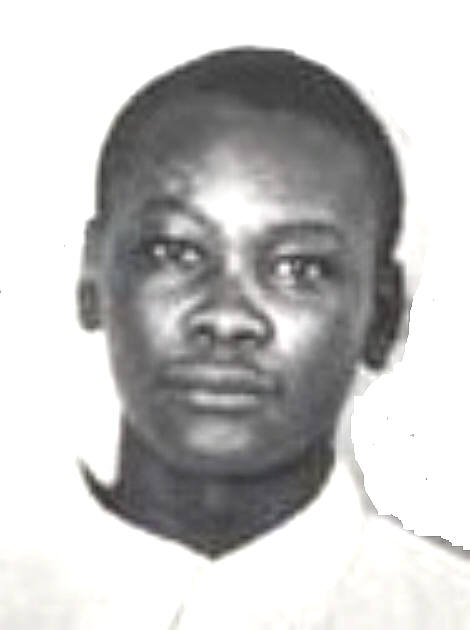
Andy Wright

Mais uma vez, Victoria Price repetiu o seu testemunho, acrescentando que os meninos negros se dividiram em dois grupos de seis para estuprá-la. Price também acusou Eugene Williams de segurar a faca em sua garganta, além de acusar todos os outros meninos de terem facas. Sob interrogatório, ela entrou em detalhes, acrescentando que alguém havia apontado uma faca para o menino branco, Gilley, durante os estupros. Este julgamento também foi interrompido pelo veredicto de culpado do julgamento anterior, desta vez sem tumulto. Ruby Bates, em seguida, tomou a posição de identificar todos os cinco réus entre os doze que haviam entrado na gôndola, tirando os brancos, como seus estupradores.
Dr. Bridges foi testemunha de acusação, repetindo seu depoimento anterior. Em interrogatório, Bridges testemunhou a não detecção de movimento nos espermatozoides encontrados nas duas mulheres. Ele também testemunhou que o réu Willie Roberson era "doente com sífilis e gonorréia de forma grave". Ele também admitiu que Price disse-lhe que ela tinha feito sexo com o marido e que Bates já havia tido relações sexuais mais cedo.
A defesa então chamou as únicas testemunhas que tiveram tempo para encontrar - os réus. Nenhuma evidência nova surgiu. Uma testemunha de acusação afirmou que tinha visto Roberson correndo de vagão para vagão. Sim Gilley testemunhou que viu "cada um daqueles cinco na gôndola", mas não confirmou que tinha visto as mulheres serem estupradas. A defesa novamente dispensou o argumento de encerramento, e surpreendentemente, a acusação, em seguida, tentou fazer mais um argumento. A defesa opôs-se vigorosamente, mas o Tribunal permitiu que fosse feito o discurso. Juiz Hawkins, em seguida, falou ao júri, afirmando que o réu que auxiliou no crime era tão culpado quanto qualquer um dos réus que o cometeram de facto. O júri começou a deliberar às quatro da tarde.

### Julgamento de Roy Wright
A promotoria concordou que Roy Wright de doze anos era jovem demais para a pena de morte e não pediu tal sentença. A acusação apresentou apenas os testemunhos de Price e Bates. Seu caso foi ao júri às nove da noite, com ambos os júris ainda deliberando, ao mesmo tempo.
Às nove da manhã da quinta-feira de 9 de abril de 1931 os cinco réus no julgamento anterior de quarta-feira foram todos considerados culpados. O júri de Roy Wright não teve maioria na decisão, e chegou a um impasse no começo da tarde. Todos os jurados concordaram com a sua culpa, mas sete insistiram na sentença de morte enquanto cinco queriam uma prisão perpétua.

### Penas de morte
Os oito réus considerados culpados foram colocados juntos em 9 de abril de 1931 e condenados à morte por eletrocussão. O Associated Press relatou que os acusados estavam "calmos" e "estoicos" no momento em que o juiz Hawkins proferia as sentenças de morte, uma após outra. O Hawkins definiu as execuções para 10 de julho de 1931, a mais próxima data permitida pela lei do Alabama. Enquanto os recursos foram arquivados, o Tribunal do Alabama emitiu um adiamento indefinido das execuções apenas setenta e duas horas antes da data programada para a execução. Suas celas foram colocadas lado na câmara de execução, e eles ouviram em 10 de julho de 1931 a execução de William Hokes, mais tarde um dos meninos recordaram que ele "morreu sem medo".

### Ajuda do Partido Comunista e da NAACP
Após uma manifestação em Harlem, o caso Scottsboro
chamou a atenção do Partido Comunista dos Estados Unidos da América. Um membro do Partido de Chattanooga, James Allen editou o comunista Southern Worker, e publicitou "a situação dos meninos". O Partido usou seu braço legal, a International Labor Defense (ILD), para assumir o caso, convencendo os pais dos acusados para que eles deixassem serem defendidos pela organização no lugar de Joseph Brodsky e George W. Chamlee.
O NAACP (Associação Nacional para o Avanço das Pessoas de Cor, em inglês) também se ofereceu para cuidar do caso, oferecendo os serviços de advogado do então famoso Clarence Darrow. No entanto, os acusados de Scottsboro decidiram deixar que o ILD lidasse com seu apelo.
Chamlee agiu no intuito de um novo julgamento para todos os réus. Investigações privadas ocorreram, revelando que Price e Bates eram prostitutas no Tennessee e que regularmente atendiam uma clientela de negros e brancos. Chamlee entregou os depoimentos investigados para Hawkins, embora o juiz o tenha proibido de ler em voz alta. A defesa argumentou que esta evidência mostrava que as duas mulheres tinham provavelmente mentido em julgamento.

## Recurso para o Tribunal do Alabama
Após a negação do juiz Hawkins das propostas de um novo julgamento, o advogado George W. Chamlee interpôs um recurso e foi concedido um adiamento das execuções. Chamlee foi acompanhado pelo advogado do Partido Comunista, Joseph Brodsky e do advogado da ILD, Irving Schwab. A equipe de defesa argumentou que seus clientes não tiveram uma representação adequada, não tiveram oportunidade de um conselho para preparar os seus casos, tiveram seus jurados intimidados com a multidão, e, finalmente, que era inconstitucional excluir pessoas negras do júri. Na questão de erros processuais, a Suprema Corte estadual não encontrou nenhum.

### Williams
Em 24 de março de 1932, o Tribunal do Alabama pronunciou-se contra sete dos oito restantes dos meninos de Scottsboro, confirmando as condenações e penas de morte de todos, menos de Eugene Williams. A corte confirmou sete das oito decisões de primeira instância. O Tribunal concedeu a Eugene Williams um novo julgamento porque ele era uma criança, salvando-o da ameaça imediata da cadeira elétrica.

### Weems e Norris
O Tribunal julgou procedente a mudança do local do julgamento, confirmou o depoimento de Ruby Bates, e analisou o depoimento das várias testemunhas. Quanto às "evidências recém-descobertas", o Tribunal deliberou: "Não há contenção por parte dos réus, que tiveram relações sexuais com a suposta vítima... com o consentimento dela... por isso os acusados não teriam um novo julgamento". Quanto à representação, o Tribunal constatou: "que os réus foram representados por um advogado que apresentou as provas que estavam disponíveis". Mais uma vez, o Tribunal confirmou as condenações também. Assim, a Corte confirmou sete das oito condenações e remarcou as execuções.

#### Dissidente
O desembargador John C. Anderson foi contra, concordando com a defesa em muitos de seus pedidos. Anderson afirmou que os réus não haviam recebido um julgamento justo e fortemente discordou da decisão de confirmar as sentenças. Ele escreveu: "Embora a Constituição garanta ao acusado um julgamento rápido, é da maior importância que este deve ser feito por um júri justo e imparcial, ex vi termini, um júri isento de parcialidade ou preconceito, e, acima de tudo, de coerção e intimidação.
Anderson criticou a forma como os réus foram representados. Ele observou que o advogado Roddy "se recusou a aparecer como defensor nomeado e fê-lo apenas como "amicus curiae"". Ele continuou, "os réus foram confinados na prisão de outra comarca... e os advogados tinham pouca oportunidade de... preparar sua defesa". Além disso, "eles deveriam ter sido representados por um advogado capaz para receberem uma chance melhor de defenderem-se satisfatoriamente". Anderson também apontou a falha da defesa para fazer alegações finais como um exemplo de representação de defesa mal feita. Sobre o clima no tribunal, Anderson observou que "havia um grande tumulto em torno ... e que isso influenciou o júri".

## Apelo para Suprema Corte
O caso foi à Suprema Corte dos Estados Unidos em 10 de outubro de 1932, em meio a um forte esquema de segurança. O ILD escolheu Walter Pollak para lidar com o recurso. O procurador-geral do Alabama Thomas Knight, Jr. representou o Estado. Pollak argumentou primeiramente que os réus tinham sido negados o devido processo devido à atmosfera da população no entorno; em segundo apontou a nomeação de um advogado estranho e o seu mau desempenho no julgamento. Por último, ainda afirmou que afro-americanos foram sistematicamente excluídos do serviço do júri em contrário a Décima Quarta Emenda da Constituição. Knight respondeu que não havido tido nenhuma atmosfera hostil no julgamento, e lembrou a conclusão do Tribunal do Alabama de que o julgamento tinha sido justo e a representação "capaz".

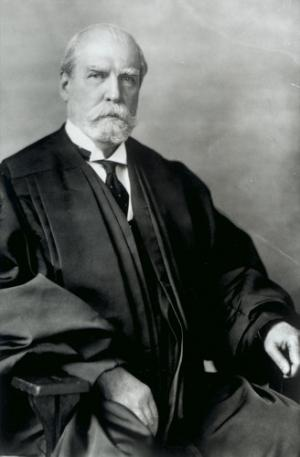
O ministro do Supremo Charles Evans Hughes

Em uma decisão histórica, a Suprema Corte dos Estados Unidos inverteu as condenações sobre o fundamento de que a Constituição dos Estados Unidos garante a assistência efetiva de um advogado em um julgamento criminal, o que não teria ocorrido. Em um parecer escrito por Charles Evans Hughes, o Tribunal considerou que os réus tiveram uma má representação.
O Tribunal não apontou Moody e Roddy por falta de uma defesa eficaz, lembrando que ambos haviam dito ao juiz Hawkins que eles não tiveram tempo para preparar os seus casos. O problema apontado foi a forma com que o juiz Hawkins "imediatamente correu o julgamento". Esta vitória não inocentou os acusados, apenas decidiu que estes tiveram seus direitos violados de acordo com a quinta emenda da constituição estadunidense. O Supremo Tribunal devolveu o processo ao juiz Hawkins para um novo julgamento.

## Julgamentos de Decatur
Quando o caso, agora uma “causa célebre", voltou para Juiz Hawkins, ele concedeu o pedido de mudança de local. A defesa havia insistido para uma mudança para a cidade de Birmingham, Alabama, mas o caso foi transferido para a pequena comunidade rural de Decatur, Alabama. Esta foi perto de casas das supostas vítimas e em território da Ku Klux Klan. O Partido Comunista dos Estados Unidos da América manteve o controle sobre a defesa do caso, mantendo o advogado nova iorquino Samuel Leibowitz. Ele nunca havia perdido um julgamento por homicídio e era um democrata registrado, sem qualquer ligação com o Partido Comunista. Joseph Brodsky ficou como conselheiro.

O processo foi distribuído ao juiz James Edwin Horton e julgado no Condado de Morgan, Alabama. Sua nomeação para o caso atraiu elogios locais. O juiz levou consigo uma pistola carregada em seu carro durante todo o tempo em que presidiu esses casos.
Os dois anos que se passaram desde os primeiros julgamentos não umedeceram a hostilidade da comunidade contra os rapazes de Scottsboro. Entretanto, alguns achavam que eles eram vítimas de uma justiça parcial. No julgamento, cerca de 100 jornalistas estavam sentados nas mesas de imprensa. Outras centenas mais estavam reunidas no gramado do tribunal. A Guarda Nacional colocou membros à paisana entre a multidão procurando qualquer sinal de problema. O departamento de polícia da cidade trouxe os acusados para o Tribunal em um carro de patrulha acompanhado de mais dois carros batedores com oficiais armados com espingardas automáticas.
No tribunal, os Meninos de Scottsboro sentaram-se em fila vestindo o jeans azul da prisão, com exceção de Roy Wright, que não tinha sido condenado. Wright usava roupas de rua. O Birmingham News o descreveu como "vestido como um gigolô da Geórgia".
Leibowitz iniciou afirmando sua confiança no "povo temente a Deus de Decatur e do Condado de Morgan" então fez uma moção pré-julgamento para anular o júri com o fundamento de que negros foram sistematicamente excluídos para participarem com jurados. Embora a moção tenha sido negada, ela abriu a possibilidade para futuros recursos. Para esta moção, o procurador-geral Thomas Knight respondeu: "O Estado não vai ceder nada. Inicie o seu caso".
Leibowitz telefonou para o editor do jornal semanal de Scottsboro, que testemunhou que ele nunca tinha ouvido falar de um jurado negro em Decatur, porque "todos eles são ladrões". Em seguida, ele chamou os comissários locais do júri para explicar a ausência de afro-estadunidenses no júri do Condado de Jackson. Quando Leibowitz acusou-os de exclusão de negros do júri, eles pareciam não compreender do que ele os estava acusando. Era como se a exclusão fosse inconsciente. Como a maioria dos negros não podiam votar depois de terem sido deserdados pela Constituição do Alabama, os júris locais provavelmente nunca pensaram nos negros como potenciais jurados, que se limitavam a eleitores.
Leibowitz chamou dois negros da região para mostrar que eles eram qualificados para o serviço de júri. Leibowitz tinha chamado John Sanford, um afro-estadunidense de Scottsboro. Quando Knight começou a tratá-lo com desrespeito, Leibowitz bateu o pé e disse: "Agora ouça, Sr. Procurador-Geral, eu te avisei duas vezes sobre o seu tratamento para com meus testemunhados. Pela última vez agora, fique para trás, aponte seu dedo para outro lado e chame esse negro de senhor". O juiz interrompeu abruptamente Leibowitz, enquanto a proposta foi negada, esta mudança legal mais tarde levou a uma decisão surpreendente na Suprema Corte dos Estados Unidos.

### Julgamento de Patterson
O Juiz Horton chamou o primeiro caso contra Haywood Patterson e começou a seleção do júri. Leibowitz objetou que jurados afro-estadunidenses haviam sido excluídos desta listagem inicial. Ele chamou o comissário de júri, perguntou se havia algum negro nas listas, e em seguida sugeriu que sua resposta não havia sido honesta. Este questionamento direcionado para um oficial branco foi malvisto pelos moradores, que "mastigavam seu tabaco meditativamente". A Guarda Nacional colocou cinco homens armados na residência de Leibowitz naquela noite. O júri foi selecionado até o final do dia na sexta-feira e aquartelado no Lyons Hotel.
Uma grande multidão reuniu-se em frente da corte para o início do julgamento de Patterson Haywood numa segunda-feira, 2 de abril. Sem o "detalhe vívido", que tinha usado nos julgamentos de Scottsboro, Victoria Price levou apenas 16 minutos para contar sua história. A defesa possuía o que ela havia dito antes, sob juramento, e pode confrontá-la com quaisquer inconsistências.
Leibowitz utilizou um modelo de trem para ilustrar os vários pontos de sua defesa, colocado em cima de uma mesa em frente ao banco das testemunhas. Quando perguntada se o modelo do trem em frente a ela era como aquele em que ela alegou ter sido estuprada, ela respondeu "Era maior. Vagões maiores. Isso é um brinquedo". Leibowitz mais tarde admitiu que Price foi "uma das mais difíceis testemunhas com que ele fez uma acareação". As respostas dela foram evasivas e escárniosas. Ela muitas vezes respondeu: "Eu não me lembro" ou "Eu não vou dizer". Uma vez, quando Leibowitz confrontou com uma contradição em seu depoimento, ela exclamou, colocando um dedo na direção do réu Patterson, "Uma coisa que eu nunca vou esquecer é que aquele sentado ali me estuprou". O advogado tentou interrogá-la sobre uma condenação por fornicação e adultério em Huntsville, mas foi impedido por uma objeção da acusação.
Price insistiu que ela havia passado a noite antes do suposto estupro na casa de uma senhora chamada Callie Brochie em Chattanooga. Leibowitz perguntou se ela tinha passado a noite em um "cabaré" em Huntsville com Lester Carter e Tiller Jack, mas ela negou. Leibowitz disse que Callie Brochie era um personagem fictício em uma tira do jornal Saturday Evening Post e sugeriu que a história de Price era fictícia.

Leibowitz e Patterson

Como o historiador James Goodman colocou: "Price não foi a primeira testemunha sólida que ele [Leibowitz] havia enfrentado, e certamente não a mais depravada. Nem foi ela a primeira testemunha que tentou desmerecê-lo, e, falhando nisso, parecia pronta para descer o púlpito e agredi-lo. Ela não foi a primeira testemunha a ser evasiva, sarcástica e grosseira. Ela foi, no entanto, a primeira testemunha a usar sua memória ruim, truculência, e total falta de refinamento, e às vezes, até mesmo a ignorância, como uma grande vantagem".
Muitos dos brancos na sala do tribunal, sem dúvida, não gostavam de Leibowitz por ser um judeu de Nova York contratado pelos comunistas, e com o tratamento que ele dava a uma mulher branca do sul, ainda que de classe baixa, como uma testemunha hostil. Alguns se perguntavam se havia alguma maneira dele deixar Decatur vivo. O capitão da Guarda Nacional, Joe Burelson, prometeu ao Juiz Horton que iria proteger Leibowitz e os acusados "enquanto nós tivermos um pedaço de munição ou um homem vivo". Uma vez que o capitão Burelson soube que um grupo estava se organizando para "cuidar de Leibowitz," ele levantou a ponte levadiça sobre o rio Tennessee, fechando a cidade.
Outra vez o juiz Horton sabia que os prisioneiros estavam em perigo perto dos moradores. Houve um momento que ele teve que retirar o júri da sala e advertir o tribunal, "Eu quero que se saiba que esses prisioneiros estão sob a proteção deste tribunal. Este tribunal pretende proteger estes prisioneiros e quaisquer outras pessoas envolvidas neste caso". Ameaças de violência vieram do Norte também. Uma carta de Chicago dizia: "Quando esses meninos estiverem mortos, dentro de seis meses o seu estado vai perder 500 vidas".
Leibowitz sistematicamente desmantelou a história de cada testemunha de acusação durante a acareação. Ele perguntou ao Dr. Bridge sobre seu interrogatório que "o melhor que você pode dizer sobre o caso todo é que ambas as mulheres tiveram relações sexuais?". O bilheteiro do trem testemunhou ter visto as mulheres e os jovens negros no mesmo vagão, mas no interrogatório admitiu não ter as visto até descer do trem. Outra testemunha fez a mesma alegação, inicialmente, mas no interrogatório admitiu ter encontrado os réus espalhados pelos vagões do trem. Lee Adams declarou que tinha visto a luta, mas depois admitiu que estava a mais de uma milha do local na hora do ocorrido. Ory Dobbins repetiu que ele tinha visto as mulheres tentarem pular para fora do trem, mas Leibowitz mostrou fotos comprovando que Dobbins não poderia ter visto tudo o que ele havia alegado. Dobbins insistiu também ter visto as meninas com roupas femininas, embora outras testemunhas testemunharam terem as visto de macacão.
A promotoria retirou o testemunho do Dr. Marvin Lynch, o outro médico examinado, como "repetitivo". Muitos anos depois, o juiz Horton disse que o Dr. Lynch confidenciou que as mulheres não haviam sido estupradas e riu quando ele as examinou. Ele disse que se ele testemunhasse para a defesa, a sua prática no Condado de Jackson estaria terminada. Pensando que Patterson seria absolvido, o juiz Horton não forçou Dr. Lynch a depor, mas ele havia se convencido os acusados eram inocentes.

#### Defesa
Leibowitz começou a sua defesa, chamando o residente de Chattanooga, Dallas Ramsey, que testemunhou que sua casa era ao lado do cabaré mencionado anteriormente, e que tinha visto tanto Price como Bates entrarem em um trem na cidade com um homem branco na manhã do suposto estupro.
O mecânico do trem, Percy Ricks, testemunhou que viu as duas mulheres escorregarem ao longo do lado direito do trem depois que ele parou em Paint Rock, como se estivessem tentando escapar da cobrança da passagem. Leibowitz colocou o testemunho do ginecologista de Chattanooga, Dr.Edward A. Reisman, que testemunhou que depois que uma mulher ser estuprada por seis homens, seria impossível de ela possuir apenas um vestígio de sêmen no corpo.
Leibowitz chamou em seguida Lester Carter, que testemunhou que ele havia tido relações sexuais com Bates, e um homem chamado Jack Tiller que alegou ter feitos sexo com Price dois dias antes das violações alegadas. Ele testemunhou que ele estava no trem na manhã do dia das prisões, e Price teria pedido para um rapaz chamado Orville Gilley confirmar que ela havia sido estuprada. No entanto, Gilley teria dito para ela "ir para o inferno".
Cinco dos nove acusados de Scottsboro testemunharam que não tinham visto Price e Bates até que o trem parou em Paint Rock. Willie Roberson testemunhou que ele estava sofrendo de sífilis e chagas, o que o impediam de caminhar, estando ele em vagão na parte de trás do trem.
Olen Montgomery declarou que ele estava sozinho em vagão, e que não tinha conhecimento sobre a briga nem sobre o estupro alegado. Ozie Powell disse, enquanto não participante, que havia visto a briga com os meninos brancos através do vão entre a gôndola e o vagão, onde ele estava pendurado. Ele disse que viu os meninos brancos pularem para fora do trem. Roberson, Montgomery, e Powell todos negaram ter conhecido uns aos outros antes daquele dia. Andy Wright, Eugene Williams, e Haywood Patterson declararam se conhecer, mas afirmaram não ter visto mulheres até que o trem parou em Paint Rock. Knight os questionou extensivamente sobre as divergências em seus testemunhos desde o início do caso.
Haywood Patterson declarou em seu próprio nome que ele não tinha visto as mulheres antes de parar em Paint Rock, ele enfrentou um interrogatório de Knight que "gritava, apontava o dedo, e dava voltas para trás e para frente do réu". Em um ponto, Knight perguntou: "Você foi julgado em Scottsboro?". Patterson retrucou: "Eu estava enquadrado em Scottsboro". Knight trovejou: "Quem lhe disse para dizer isso?" Patterson respondeu: "Eu disse a mim mesmo para dizer isso".
Logo após a defesa finalizou sem comentários. Todavia, alguém acabou por entregar uma nota à Leibowitz. Os advogados se aproximaram do banco para uma conversa silenciosa seguido de um recesso curto. Leibowitz chamou sua testemunha final. Ruby Bates tinha sido a grande ausente do julgamento. Ela havia desaparecido de sua casa em Huntsville semanas antes do novo julgamento, e cada delegado no Alabama tinha tentado encontrá-la, sem sucesso. Todavia, dois guardas armados abriram as portas do tribunal para trazer Bates, em "roupas elegantes e olhos voltados para baixo".
Bates declarou que não houve estupro, que nenhum dos acusados tocou ou mesmo falou com ela. Quando perguntado se ela havia sido estuprada em 25 de março de 1931, Bates disse: "Não, senhor". Por que ela mentiria? Bates respondeu: "Eu contei a história apenas porque Victoria disse que poderíamos ter que ficar na cadeia por não termos uma boa desculpa para estar cruzando a fronteira do estado com outros homens". Bates continuou afirmando que Price disse que "ela não se importava se todos os negros do Alabama foram colocados na prisão".
Ela admitiu ter relações com Chester Carter nos pátios ferroviários de Huntsville dois dias antes de fazer acusações. Finalmente, ela testemunhou que tinha estado em Nova York e decidira voltar para o Alabama para dizer a verdade, a pedido de Harry Emerson Fosdick, um reverendo da cidade.
Com seu olho atento ao júri do sul, Knight pegou em seu vestido no interrogatório. Ele perguntou a Bates onde ele tinha arranjado roupas tão caras. Quando ela respondeu que o Partido Comunista tinha pagado para suas roupas, toda a credibilidade que ela teve com o júri foi destruída. O Juiz Horton alertou aos espectadores que se continuassem a rir seriam expulsos da sala.

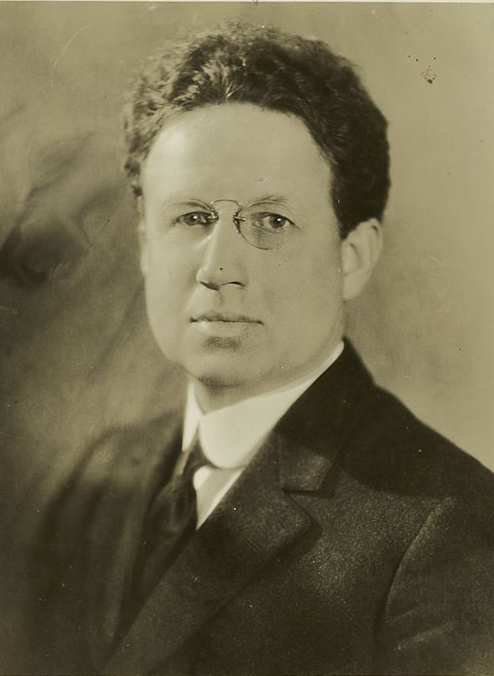
Rev. Harry Emerson Fosdick

#### Argumentos finais
Até o momento em que Leibowitz finalmente fechou a defesa, a promotoria havia utilizado do antissemitismo. Wade Wright ascendeu o preconceito ao referir-se ao namorado de Ruby, como um "Mr. Caterinsky" e chamando-o de "o mais bonito judeu" que ele já tinha visto. Ele esbravejava: "Não sabem que estas testemunhas de defesa foram compradas? Que o Senhor tenha misericórdia da alma de Ruby Bates. Agora, a questão neste caso é este: é de justo que esse caso seja comprado no Alabama com dinheiro judeu de Nova York? ".
Leibowitz objetou e pediu um novo julgamento, sendo negado pelo Juiz Horton, dizendo ao júri que eles deveriam "colocar [as declarações] fora de suas mentes". Um autor descreveu o argumento final de Wright como "o agora famoso sumário de linchamento judeu para o júri". Ele continua a dizer que "até o momento em que Wright falou, muitos dos jornalistas sentiam que havia uma chance de absolvição, ou, pelo menos, um júri dividido. Mas... a partir de então a defesa estava acabada".
Em seu encerramento, Leibowitz chamou os argumentos de Wright de um apelo ao preconceito regional, alegando que quando ele falava sobre comunistas era apenas para "confundir" o júri. Ele descreveu a si mesmo como um patriota, um "democrata de Roosevelt", que havia servido com honra na Primeira Guerra Mundial, "quando não se falava de judeus ou gentios, brancos ou negros". "Eu estou interessado", argumentou Leibowitz, em "apenas em ver que aquele menino pobre, ignorante e negro lá junto com seus co-réus obter uma decisão justa, porque acredito, diante de Deus, que eles são vítimas de uma armação covarde"". Ele atacou Price com entusiasmo, chamando seu testemunho de "uma mentira desprezível e ultrajante". Ele terminou com a prece do Pai Nosso e desafiou aos jurados ou absolverem ou condenarem à pena de morte.

#### Veredicto
O júri começou a deliberar no sábado à tarde e anunciou que havia um veredicto a 10 na manhã seguinte, enquanto muitos moradores de Decatur ainda estavam na igreja. O presidente dos jurados, Eugene Bailey, entregou o veredicto manuscrito ao juiz Horton. O júri aceitou o desafio de Leibowitz, declarando o réu culpado e o condenando à morte cadeira elétrica.

### Horton permite um novo julgamento à Patterson
A defesa movimentou para uma anulação do julgamento e, acreditando que os acusados eram inocentes, o juiz James Edwin Horton concordou em anular o veredicto de culpado. Horton afirmou que o resto dos acusados não poderiam ter um julgamento justo na época e adiou indefinidamente o resto dos julgamentos, mesmo sabendo que isso iria custar o seu emprego quando ele concorresse à reeleição.
Juiz Horton ouviu os argumentos sobre a proposta de novo julgamento no tribunal do condado de Limestone, em  Athens, Alabama, onde leu a sua decisão para uma defesa espantada e um Knight furioso: 
 Essas mulheres parecem... ter acusado falsamente os dois negros ...Esta tendência da parte das mulheres mostra que elas estão predispostas a fazer acusações falsas ... O Tribunal não solicitará nenhuma evidência a mais.
 Horton ordenou um novo julgamento, o quarto para Patterson.
Quando o juiz Horton anunciou sua decisão, Knight afirmou que ele iria julgar novamente Patterson. Ele disse que tinha encontrado Orville "Carolina Slim" Gilley, o menino branco no carro gôndola, e que Gilley iria corroborar com a história de Victoria Price. Além disso, a pedido de Knight, o juiz Horton foi substituído pelo juiz William Washington Callahan, um racista que iria instruir o júri a acreditar que nenhuma mulher branca voluntariamente teria relações sexuais com um negro.

#### Novos julgamentos
Durante o novo julgamento em Decatur, realizado de novembro de 1933 a julho de 1937, o juiz Callahan queria tirar o caso fora "das primeiras páginas dos jornais da América". Ele proibiu fotógrafos dentro do tribunal e proibiu máquinas de escrever da sua sala onde ocorreriam os julgamentos. "Não vai mais haver flashes pipocando por aqui", ordenou. Ele também impôs um limite estritamente máximo de três dias em cada julgamento, estendendo-os pela noite adentro. Ele removeu a proteção policial dada à defesa, convencendo o governador Benjamin Meek Miller em manter a Guarda Nacional longe.
A defesa solicitou uma nova mudança de local, citando o depoimento de dezenas de moradores que tinham antipatia pelos réus, mostrando que houve um "prejuízo enorme" contra eles. A acusação rebateu os depoimentos, afirmando que algumas das citações nas declarações eram falsas, e, ainda, que seis das pessoas citadas estavam mortas. A defesa rebateu afirmando que havia recebido inúmeras ameaças de morte, e o juiz respondeu que ele e o Ministério Público haviam recebido mais dos comunistas. A moção foi negada.
Leibowitz mostrou que não havia o nome de nenhum afro-estadunidense na lista de jurados do condado. Quando, após várias horas de leitura de nomes da lista, o Comissário Moody finalmente afirmou que havia vários nomes de negros nas listas. Leibowitz pegou amostras de caligrafia de todos os presentes, até que alguém acabou por admitir que uma das caligrafias parecia ser sua. Leibowitz chamou um especialista em caligrafia que testemunhou que esses nomes foram adicionados pelo ex-comissário de júri Morgan.
O juiz Callahan não afirmou que excluir pessoas por raça era constitucional, apenas que a defesa não tinha pontuado a questão de forma clara. Ao deixar Leibowitz registrar o fato nos autos do julgamento, o juiz Callahan acabou por deixar passagens que poderiam ser usadas para uma apelação no Supremo Tribunal dos EUA pela segunda vez. Foi essa a base encontrada pelo tribunal para decidir que havia ocorrido uma exclusão de jurados africano-estadunidenses na seleção do juri.
O novo julgamento de Haywood Patterson começou em 27 de novembro de 1933. Trinta e seis jurados potenciais admitiram ter uma "pré opinião " sobre o caso, que fez Leibowitz pedir novamente uma moção de local. Callahan negou o pedido. Callahan excluiu provas da defesa que Horton tinha admitido, em um ponto exclamando para Leibowitz, "O juiz Horton não pode ajudá-lo [agora]". Ele rotineiramente sustentou as acusações do ministério público, mas rejeitou todas as objeções da defesa.
Price novamente atestou que uma dúzia de homens negros armados havia entrado dentro da gôndola. Ela disse que Patterson havia disparado um tiro e ordenado que todos os brancos, menos Gilley, pulassem fora do trem. Ela disse que os negros tinham arrancado sua roupa e repetidamente a estuprado apontando-lhe uma faca, indicando com o dedo Patterson como um dos estupradores. Ela disse que os negros estupraram Bates e, depois, disseram que iriam levá-las para o norte ou jogá-las no rio. Ela testemunhou que ela havia caído ao sair da gôndola, saindo do trem e conseguido chegar até uma loja em Paint Rock. Leibowitz a questionou até que o juiz Callahan encerrou o expediente às 6:30. Quando retomou na manhã seguinte, a defesa apontou várias contradições entre suas várias versões do estupro.
O juiz Callahan interrompia interrogatório de Price, chamando questões da defesa de "argumentando com a testemunha", "imaterial", "inútil", "um desperdício de tempo" e até "ilegal". Apesar das muitas contradições, não obstante, Price firmemente manteve seu testemunho de que Patterson a havia estuprado.
O testemunho de Orville Gilley no novo julgamento de Patterson foi uma das diferenças nesse julgamento. Ele negou ser uma "testemunha comprada", repetindo o seu testemunho sobre os negros armados e a ordenação para que todos os meninos brancos pulassem para fora do trem. Ele confirmou a história de Price, acrescentando que ele conseguiu parar o estupro convencendo o "negro" e os outros estupradores alertando que isso poderia matá-la. Leibowitz o questionou longamente sobre as contradições entre seu relato e testemunho de Price, mas ele permaneceu "calmo". Gilley testemunhou encontrar Lester Carter e as mulheres na noite anterior ao alegado estupro. Callahan interrompeu seu testemunho antes que Leibowitz pudesse descobrir se ele foi "em algum lugar com elas" naquela noite.
A acusação chamou vários fazendeiros brancos que testemunharam que tinham visto a luta no trem e as meninas "arrumando-se para sair", mas viram os réus arrastá-las de volta.
Lester Carter, que havia testemunhado no julgamento anterior que teria tido relações sexuais com Price e Bates num cabaré em Chattanooga antes do suposto estupro, foi colocado como testemunha da defesa, mas o juiz Callahan não o deixou participar do julgamento, alegando ser um testemunho "irrelevante".
Ruby Bates estava aparentemente muito doente para viajar. Ela tinha feito uma cirurgia em Nova York, e Leibowitz solicitou que fosse feita uma declaração em seu nome, tendo o juiz negado o pedido.
Haywood Patterson assumiu o posto no interrogatório, admitindo que ele tinha brigado com os brancos apenas por eles trem mexido com ele primeiro. Ele afirmou ter visto as mulheres brancas antes de Paint Rock. Em seu interrogatório, Knight confrontou-o com o testemunho anterior do outro julgamento em Scottsboro, quando ele afirmou que não tinha tocado nas mulheres, mas que ele tinha visto os outros cinco acusados estuprando as duas mulheres. Leibowitz objetou, dizendo que a Suprema Corte tinha declarado o testemunho anterior ilegal. O juiz Callahan concedeu o protesto, embora ele não permitiu que no depoimento Patterson afirmasse que ele não tinha visto as mulheres antes de Paint Rock. Patterson explicou as contradições no depoimento: "... Nós estevávamos com medo e eu não sei o que eu disse. Eles nos disseram que se não confessasse que tinha feito eles nos dariam a multidão que queria nos matar lá fora".
Patterson afirmou as ameaças foram feitas por guardas e milicianos, enquanto os réus estavam na prisão do Condado de Jackson. Ele disse que ameaças foram feitas mesmo na presença do juiz. Patterson apontou para H. G. Bailey, o promotor no julgamento de Scottsboro, afirmando: "E o Sr. Bailey lá o disse iria enviar todos os crioulos para a cadeira elétrica. Há crioulos demais no mundo de qualquer maneira".
Alegações finais foram feitas de 29 de novembro até 30 de novembro, sem parar no feriado de Ação de Graças. Callahan limitou a cada lado duas horas de argumentação.
Knight declarou em seu encerramento que a acusação não estava vingando o que os réus haviam feito a Price. "O que foi feito a ela não pode ser desfeito. O que você pode fazer agora é se certificar de que isso não aconteça com alguma outra mulher". Leibowitz objetou que o argumento era "um apelo à paixão e ao preconceito" e afirmou novamente que o julgamento era inválido. Knight concordou que era um apelo à paixão, e Callahan anulou a moção. Knight continuou, "Nós todos temos uma paixão, todos os homens nesta sala do tribunal devem proteger o sexo feminino no Alabama".
O advogado HG Bailey lembrou ao júri que a lei presume a inocência de Patterson, mesmo se o que Gilley e Price haviam descrito fosse "sórdido e ultrajante". Por fim, ele defendeu as mulheres, "Em vez de pintarem seus rostos...elas tiveram a coragem de ir para Chattanooga e procurar um trabalho honesto".
O juiz Callahan voltou-se ao júri dizendo que Price e Bates poderiam ter sido estupradas sem ser à força, apenas não dando consentimento ao ato. Ele os instruiu: "Quando a mulher que afirma ter sido estuprada é branca, há uma forte presunção na lei de que ela não o consentiu voluntariamente às relações sexuais com o réu, um negro". Ele instruiu o júri que se Patterson estava presente com o "propósito de ajudar, encorajar ou ser cúmplice" das violações "de qualquer forma", ele era tão culpado quanto a pessoa que cometeu os estupros.
Disse-lhes que eles não precisam encontrar corroboração do depoimento Price. Se eles acreditavam nela, era suficiente para condenar. O juiz Callahan disse que estava dando-lhes duas opções: uma para condenação e uma pela absolvição.
A revista Time descreveu, "Vinte e seis horas mais tarde veio um baque retumbante na porta marrom da sala do júri. Um leve sorriso desapareceu dos lábios de Patterson quando o funcionário lia sua terceira sentença de morte.
O juiz Horton foi derrotado quando se candidatou à reeleição. A votação contra ele foi especialmente pesada no Condado de Morgan. Na mesma eleição, Thomas Knight foi eleito vice-governador do Alabama.

### Novo julgamento para Norris
O Juiz Callahan começou a seleção do júri para o julgamento do réu Norris em 30 de novembro de 1933,na tarde do dia Ação de Graças. Neste julgamento, Victoria Price testemunhou que dois dos rapazes tinham pistolas, que fizeram pular para fora os meninos brancos, que ela tentou fugir, mas foi agarrada e jogada no chão; um deles segurou suas pernas, e um segurava uma faca sobre ela, e acabou por ser estuprada junto com Ruby Bates. Ela alegou que Norris a estuprou juntamente com outros cinco acusados.
Callahan não permitiu que Leibowitz perguntasse sobre qualquer ato “imoral de Price”, nem que ele permitiu a defesa perguntasse por que ela tinha ido para Chattanooga, onde passou a noite lá, ou acerca de Carter ou Gilley, nem autorizou perguntar se ela havia tido relações com um dos dois. Durante o interrogatório, Price olhou para Knight tantas vezes que Leibowitz acusou-a de olhar para obter indicações de respostas. O juiz Callahan advertiu a Leibowitz que ele não permitiria tal "tática" em seu tribunal. Leibowitz interrogou o Dr. Bridges longamente, tentando fazê-lo concordar que um estupro teria produzido mais lesões do que as que ele encontrou. Callahan acabou por conceder um protesto da acusação, afirmando que "a questão não se baseava em evidências".
Ruby Bates deu o seu depoimento de sua cama de hospital em Nova York, que chegou a tempo de ser lida para o júri no julgamento de Norris. O juiz Callahan sustentou a maioria dos protestos da acusação, mais significativamente na parte onde ela afirma que tanto ela quanto Price tiveram relações sexuais voluntariamente em Chattanooga na noite anterior ao estupro alegado.
Leibowitz leu o resto do depoimento de Bates, incluindo a sua versão do que aconteceu no trem. Ela disse que havia meninos brancos no vagão com elas, e que alguns meninos negros entraram no recinto também, e que uma briga começou; que a maioria dos meninos brancos saíram do trem, e que os negros "desapareceram" até que o trem estivesse em Paint Rock. Ela testemunhou que ela, Price e Gilley foram presos, e que Price fez a acusação de estupro, instruindo-a para confirmar a história para ficar fora da cadeia. Ela reiterou que nem ela nem Price haviam sido estupradas Norris não testemunhou.
As alegações finais ocorreram em 4 de dezembro de 1933. Em seu argumento de encerramento, Leibowitz chamou o caso da promotoria "uma desprezível armação feita por dois vagabundos". A acusação levou menos tempo que o utilizado no encerramento do julgamento de Patterson, tentando se atentar mais nas provas materiais.
Leibowitz fez muitas objeções aos esclarecimentos sobre o caso feitos pelo juiz Callahan aos jurados. O New York Times descreveu que Leibowitz estava "pressionando o juiz quase como se ele fosse uma testemunha hostil".
O prefeito de Nova York Fiorello H. La Guardia havia despachado dois oficiais de polícia da cidade para proteger Leibowitz. Durante as longas deliberações do júri, o juiz Callahan também atribuiu dois policiais para guardar a defesa.
O júri começou a deliberação em 5 de dezembro. Depois de quatorze horas de deliberação, o júri entrou na sala do tribunal e retornou com um veredicto de culpado e uma condenação à morte. Norris recebeu a notícia estoicamente.
Patterson e Norris foram ambos mandados ao corredor da morte na prisão de Kilby. Os outros acusados esperaram na cadeia do condado de Jefferson, em Birmingham, Alabama pelo resultado dos recursos. Leibowitz foi escoltado até a estação ferroviária sob forte vigilância, onde embarcou em um trem de volta para Nova York.

## O supremo reverte outra vez
O caso voltou ao Supremo Tribunal dos Estados Unidos pela segunda vez como Norris vs. Alabama. A corte reverteu as condenações por uma segunda vez com base no que os negros foram excluídos do júri devido a sua raça.
Os advogados Samuel Leibowitz, Walter H. Pollak e Osmond Frankel defenderam o caso de 15 de fevereiro a 18 de fevereiro de 1935. Leibowitz mostrou aos juízes onde os nomes de afro estadunidenses foram às pressas adicionados nas listas do júri. Os Ministros examinaram os itens de perto com uma lupa. Thomas Knight sustentou que o processo de júri era não tinha discriminação racial.
Como o caso de Haywood Patterson tinha sido negado pela corte devido a uma falha técnica para interpor recurso, o de Norris apresentou questões diferentes.
Em 1 de abril de 1935, a Suprema Corte dos Estados Unidos enviou os casos novamente para serem re-julgados. Escrevendo para o Tribunal, o Ministro de Justiça Hughes observou a Cláusula de Proteção Igualitária da Constituição dos Estados Unidos que claramente proibia os estados de excluírem os cidadãos como jurados unicamente devido a sua raça. Ele observou que o Tribunal havia inspecionado as listas do júri, repreendendo o Juiz Callahan e a corte do Alabama por aceitar as afirmações de que os cidadãos negros não tinham sido excluídos. De acordo com o Supremo, "algo mais" era necessário. O Tribunal concluiu que "o pedido para subverter... deveria ter sido concedido". O Tribunal considerou que seria uma grande injustiça executar Patterson quando Norris iria receber um novo julgamento, dando ao Alabama uma oportunidade de reexaminar o seu caso também. O governador do Alabama, Bibb Graves, instruiu cada advogado e juiz do estado, "Quer gostemos ou não das decisões... Devemos colocar negros nas listagens de júri. Alabama vai observar a lei suprema da América".

## Última rodada
Depois que o caso foi remarcado em 1 de maio de 1935, Victoria Price retomou suas acusações de estupro contra os réus, agora como única testemunha do fato. Um afro estadunidense, Creed Conyer, foi selecionado como o primeiro negro em um júri desde a Reconstrução no Alabama. Como acusação poderia ser feita com um voto de dois terços, o júri votou por indiciar os acusados. Thomas Knight, Jr. agora vice-governador, foi nomeado promotor especial para os casos.
Leibowitz reconheceu que ele era visto pelos sulistas como um forasteiro, e permitiu que o advogado local Charles Watts fosse o principal advogado, pois ele assistiria tudo do lado de fora. O Juiz Callahan acusou todos os réus, exceto os dois menores, que se declararam inocentes. Watts solicitou que o processo fosse enviado à Justiça Federal como um de direitos civis, o que Callahan prontamente negou. Ele estabeleceu os novos julgamentos para 20 de janeiro de 1936.

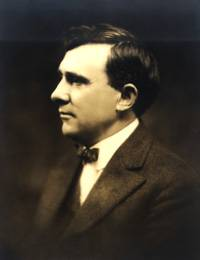
Alabama Governor David Bibb Graves

## Decisão final e além
Em 23 de janeiro, Haywood Patterson foi condenado por estupro, mas sentenciado a 75 anos de prisão, primeira vez que um negro no Alabama evitou a pena de morte por estupro de uma mulher branca. Patterson escapou da prisão em 1948 e publicou The Scottsboro Boy em 1950 antes de ser pego pelo FBI. Depois que o governador de Michigan se recusou a extraditar Patterson para o Alabama, ele foi preso por esfaquear um homem em uma briga de bar. Ele foi condenado por homicídio culposo. Patterson morreu de câncer na prisão em 1952, depois de cumprir um ano de sua segunda condenação.
Em 15 de julho de 1937, Clarence Norris foi condenado por estupro e agressão sexual e sentenciado à morte. O Governador Graves mais tarde reduziu sua sentença de morte para a prisão perpétua. Ele saiu em liberdade condicional em 1946, passou a se esconder; casou-se e teve dois filhos. Quando ele foi encontrado no Brooklyn em 1976, o NAACP e o advogado do Alabama solicitaram ao governador George Wallace que perdoasse Norris, o que fez no mesmo ano. A autobiografia Norris, The Last of the Scottsboro Boys, foi publicado em 1979. Norris morreu 23 de janeiro de 1989.
Em 22 de julho de 1937, Andrew Wright foi condenado por estupro e condenado a 99 anos. Ele estava em liberdade condicional, mas voltou para a prisão depois de violá-la. Finalmente solto em 1950, ele estava em liberdade condicional em Nova York.
Em 24 de julho de 1937, Charlie Weems foi condenado por estupro e condenado a 105 anos de prisão. Ele foi libertado em 1943 depois de cumprir 12 anos em alguns dos piores presídios do país. Ozie Powell foi enviado para a prisão de Kilby com Wright e Norris. Ao ser transportado para a prisão de Birmingham em 24 de janeiro de 1936, dois policiais ameaçaram os homens. Powell puxou um canivete e cortou um dos oficiais. Um dos policiais atirou em Powell no rosto, e ele sofreu danos cerebrais permanentes. Powell declarou-se culpado de agredir o policial foi condenado a 20 anos. O estado retirou as acusações. Powell foi libertado da prisão em 1946.
Em 24 de julho de 1937, o estado de Alabama retirou todas as acusações contra Willie Roberson, Montgomery Olen, Eugene Williams, e Wright Roy. Os quatro haviam passado mais de 6 anos de prisão.
Após o Alabama libertar Roy Wright, o Comitê de Defesa de Scottsboro o levou em turnê para realização de palestras nacionais. Juntou-se ao Exército dos Estados Unidos. Mais tarde casou-se e juntou-se à Marinha Mercante. Depois que Wright retornou de um longo período no mar em 1959, ele começou a pensar que mulher o estava traindo. Ele a matou com um tiro antes de suicidar-se logo depois.
Em 26 de julho de 1937, Haywood Patterson foi enviado para a prisão estadual de Atmore, e todos os restantes dos "Scottsboro Boys" foram enviados para a prisão de Kilby. O governador Graves tinha planejado perdoá-los em 1938, mas ficou irritado por sua hostilidade e a recusa em admitir sua culpa, retirando os perdões.
Ruby Bates excursionou por um curto tempo pelo país em diversos empregos autônomos. Ela disse que estava "arrependida por todos os problemas que lhes causou", e afirmou que ela fez isso porque ela estava "assustada com a classe dominante de Scottsboro". Mais tarde, ela trabalhou em uma fábrica de fiação no estado de Nova York até 1938, mas depois voltou para Huntsville. Victoria Price trabalhou em uma fábrica de algodão em Huntsville até 1938; depois mudou-se para Flintville, Tennessee.
Um livro chamado Scottsboro: A Tragedy of the American South foi publicado em 1969, e erroneamente afirmava que Price e Bates estavam mortas. A NBC fez um especial chamado Judge Horton and the Scottsboro Boys, transmitido em 1976, contendo a afirmação de que a defesa tinha provado que Price e Bates eram prostitutas, ambas as duas processaram a NBC. Bates morreu em 1976 no Estado de Washington, onde ela vivia com o marido carpinteiro e seu caso não foi ouvido. O caso de Price foi inicialmente rejeitado, mas ela apelou. Quando a Suprema Corte concordou em ouvir o caso em 1977, Price ignorou o conselho de seu advogado e aceitou um acordo da NBC. Ela usou o dinheiro para comprar uma casa.Victoria Price morreu em 1983, em Lincoln County, Tennessee. Ela nunca se desculpou pela acusação de estupro.
Hoje a maioria dos moradores de Scottsboro reconhecem a injustiça que ocorreu em sua comunidade. Em janeiro de 2004, a cidade dedicou um marcador histórico em comemoração ao caso no tribunal do Condado de Jackson. De acordo com uma notícia, "Um homem de 87 anos, negro, que compareceu à cerimônia lembrou do clima assustador que veio depois da prisão dos meninos. Falando da decisão de instalar o marcador, ele disse, 'Eu acho que vai trazer as raças mais próximas umas das outras, para entender melhor umas às outras".

### Literatura
O romance To Kill a Mockingbird por Harper Lee é sobre crescer no interior do sul estadunidense nos anos 1930. Um elemento importante da trama diz respeito a um pai, o advogado Atticus Finch, que defende um homem negro contra as acusações de estupro. O julgamento de Tom Robinson em To Kill a Mockingbird é muitas vezes afirmado ser inspirado nos julgamentos do caso Scottsboro.Entrementes, Harper Lee, em 2005, afirmou que ele tinha outro caso em mente quando escreveu o livro, embora o caso Scottsboro tenha servido com "o mesmo propósito" para mostrar o racismo no sul norte-americano. O livro de 2009 de Ellen Feldman, Scottsboro: A Novel, conta o ponto de vista de Ruby Bates e de uma jornalista, Alice Whittier. Além disso, o dramaturgo afro estadunidense Langston Hughes escreveu sobre os julgamentos em sua obra, "Scottsboro Limited".
Um trecho em tradução literal:
A cidade de Scottsboro 

"Scottsboro é apenas um lugar pequeno: 

Nenhuma vergonha está sobre sua face - 

Seus tribunais são fracos demais para se levantar contra uma multidão, 

É o coração do seu povo, muito pequeno para conter um soluço. "

### Música
O cantor e compositor folk americano Leadbelly comemorou o incidente em sua canção "The Scottsboro Boys". Na canção, ele adverte as pessoas "de cor" ficarem atentas se foram ao Alabama, dizendo que "o homem vai pegar você", e que os "Meninos de Scottsboro irão dizer que isso é verdade".

### Filme e televisão
Em 1976, a NBC exibiu um especial de TV chamado Judge Horton and the Scottsboro Boys. Em 1998, a Court TV produziu um documentário de televisão sobre os julgamentos de Scottsboro em sua série Greatest Trials of All Time.

### Teatro
O musical The Scottsboro Boys é uma peça que retrata o caso de Scottsboro. O show estreou em fevereiro de 2010. Apesar de boas críticas, o show não conseguiu atrair o grande público, talvez devido ao seu assunto controverso, e o show foi encerrado em 12 de dezembro em de 2010.